# Тютрюмы
Тютрюмы — деревня в Фалёнском районе Кировской области России.

## География
Деревня находится в восточной части Кировской области, в подзоне южной тайги, на левом берегу реки Чепцы, на расстоянии приблизительно 9 километров (по прямой) к северо-западу от посёлка городского типа Фалёнки, административного центра района. Абсолютная высота — 153 метра над уровнем моря.
Климат
Климат характеризуется как континентальный, с продолжительно холодной многоснежной зимой и умеренно тёплым летом. Среднегодовая температура составляет 1,3 °C. Средняя температура воздуха самого тёплого месяца (июля) — 17,8 °C; самого холодного (января) — −14,7 °C. Среднегодовое количество атмосферных осадков составляет 555 мм. Снежный покров образуется в первой декаде ноября и держится в течение 162 дней.

## История
В «Списке населенных мест Российской империи», изданном в 1876 году, населённый пункт упомянут как казённая деревня Тютрюмская Слободского уезда (2-го стана), при реке Чепце, расположенная в 98 верстах от уездного города Слободской. В деревне насчитывалось 10 дворов и проживало 130 человек (70 мужчин и 60 женщин).

В 1926 году население деревни составляло 105 человек (39 мужчин и 66 женщин). Насчитывалось 25 хозяйств (из которых 24 крестьянских). В административном отношении Тютрюмы входили в состав Левановского сельсовета Фаленской волости Слободского уезда.

## Население
| 2010 |
| ---- |
| 0    |